# ناکورماروارگان
ناکورماروارگان (Alethinophidia) به فروراسته‌ای از مارها گفته می‌شود که شامل تمام مارها به جز مارهای کور است. تاکنون ۱۵ خانواده که شامل ۹ زیر خانواده و ۳۱۶ سرده از آن این فروراسته شناسایی شده‌اند.

## خانواده‌ها
- اژدرماران Boidae
- اژدرماران کوتوله Tropidophiidae
- آفتاب‌ماران Xenopeltidae
- بولیرماران Bolyeriidae
- پایتونان Pythonidae
- پایتونان مکزیکی Loxocemidae
- پولک‌داران Squamata
- دشنه‌ماران Atractaspididae
- دم‌سپرماران Uropeltidae
- زگیل‌ماران Acrochordidae
- قمچه‌ماران Colubridae
- کفچه‌ماران Elapidae
- کورماران Typhlopidae
- گَرزه‌ماران، افعیان Viperidae
- لوله‌ماران Aniliidae
- لوله‌ماران آسیایی Cylindrophiidae
- لوله‌ماران کوتوله Anomochilidae